# Aulikaras

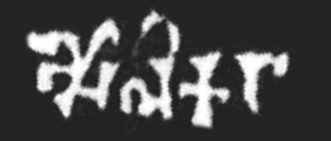
Brahmi-Name Aulikara in der Risthal-Inschrift

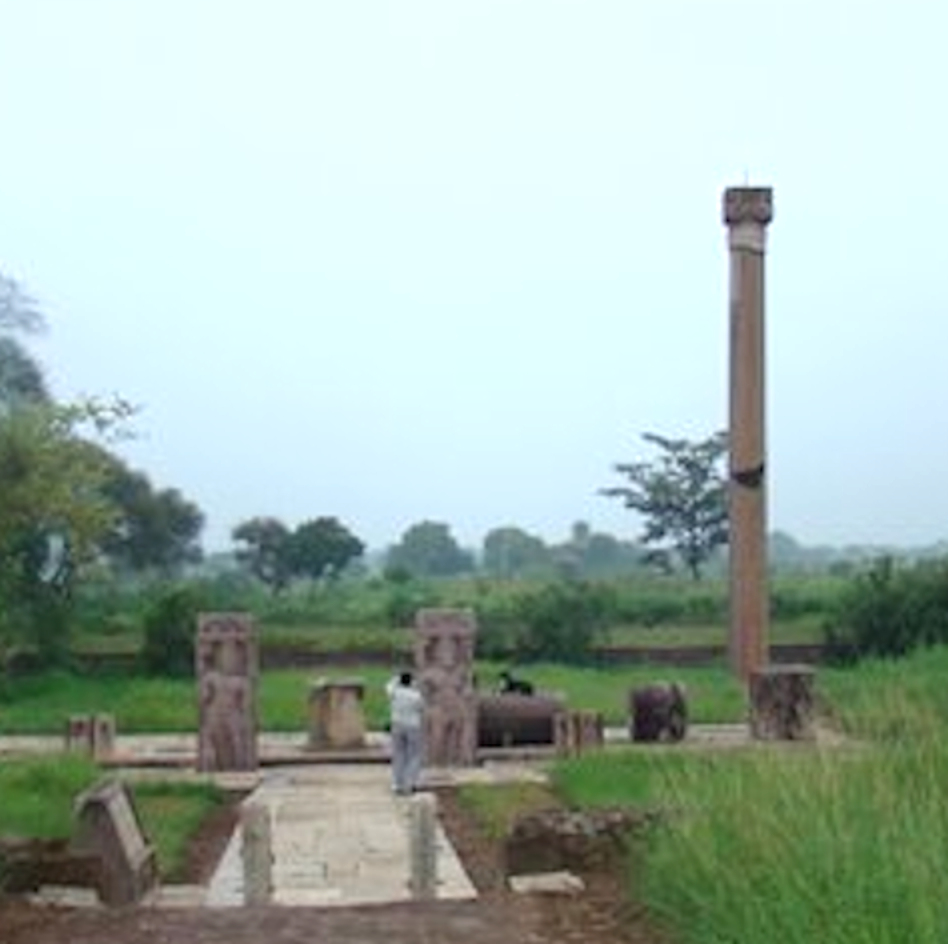
Siegessäule Yashodharmans im Dorf Sondani bei Mandsaur (um 530)

Die Aulikaras oder Olikaras (Sanskrit औलीकर) waren ein vom 4. bis 6. Jahrhundert in der Umgebung der Stadt Dashapura (heute Mandsaur, Malwa-Region) in Zentralindien ansässiges Herrschergeschlecht, welches zeitweise die Macht über weite Teile Nord- und Zentralindiens innehatte.

## Geschichte
Die Aulikaras standen in Konkurrenz zum Guptareich, dessen Vasallen sie zeitweise waren. Außerdem befanden sie sich in ständigen kriegerischen Auseinandersetzungen mit den invasiven iranischen Hunnen (Hunas).
Die Risthal-Inschrift lässt auf die Existenz zweier Herrscherlinien schließen:
- Hauptlinie mit den Königen Jayavarma, Simhavarma, Naravarma, Vishvavarma und Bandhuvarma
- Nebenlinie mit den Königen Drumavardhana, Jayavardhana, Ajitavardhana, Vibhishanavardhana, Rajyavardhana, Prakashadharma und möglicherweise auch Yashodharman (regierte ca. 515–545)

Bekannt geworden sind lediglich Prakashadharma, dem es um das Jahr 510 gelang, den Alchon-Huna-Herrscher Toramana zu besiegen, und Yashodharman, der endgültige Bezwinger der Hunas im Jahr 528.

## Religion
Die Aulikaras waren (wie auch die Guptas) Hindus und als solche – obwohl keine gewaltsam ausgetragenen Konflikte bekannt sind – Gegner des in dieser Zeit in Nordindien mehr und mehr in die Defensive gedrängten Buddhismus.

## Nachfolger
Trotz vieler Unklarheiten gelten die frühen Kalachuri als Nachfolger der Aulikaras. 